# Calliphora dubia
Calliphora dubia är en tvåvingeart som först beskrevs av Macquart 1855.  Calliphora dubia ingår i släktet Calliphora och familjen spyflugor. Inga underarter finns listade i Catalogue of Life.